# Aloe parvibracteata
Aloe parvibracteata är en grästrädsväxtart som beskrevs av Selmar Schönland. Aloe parvibracteata ingår i släktet Aloe och familjen grästrädsväxter. Inga underarter finns listade i Catalogue of Life.

## Bildgalleri

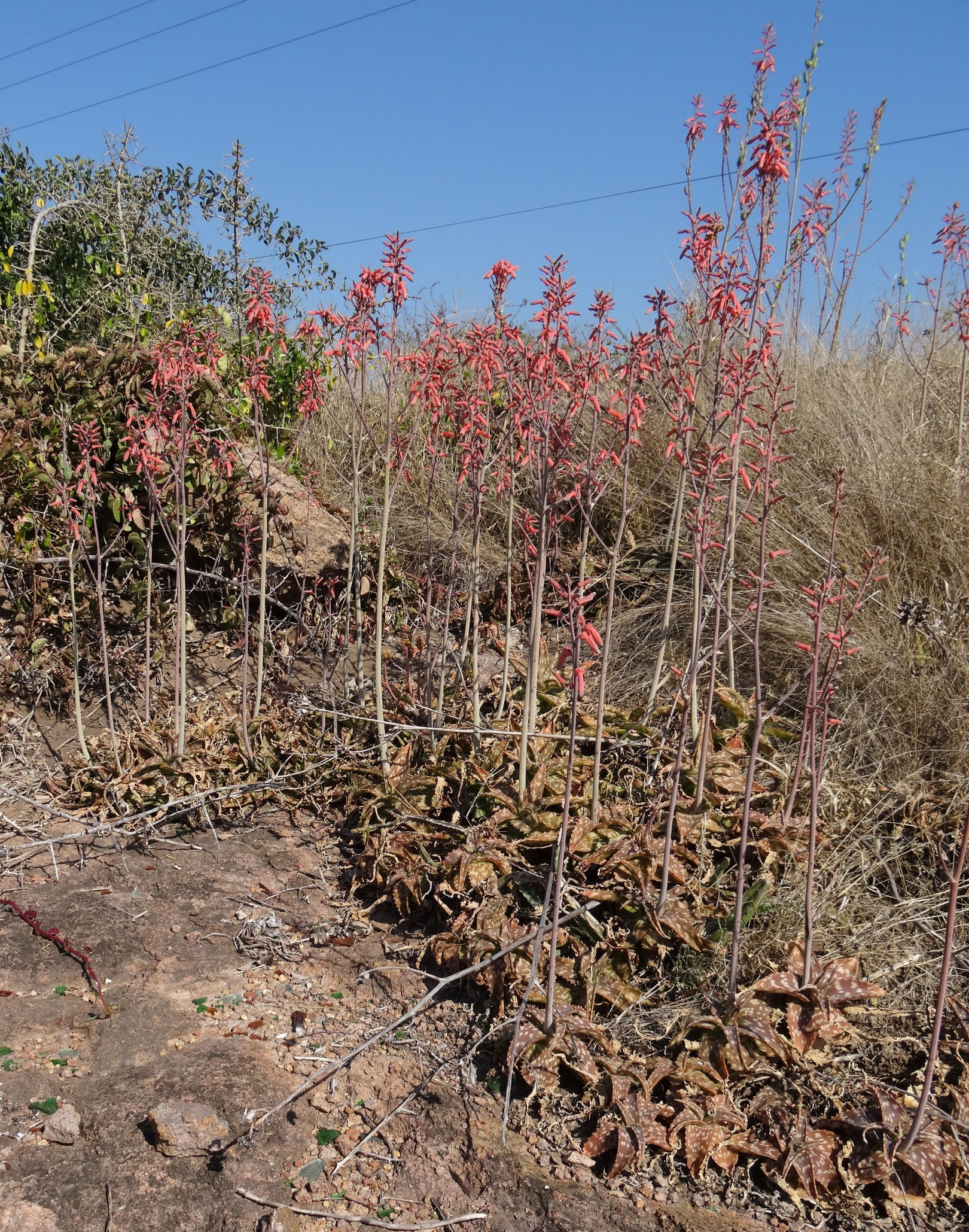
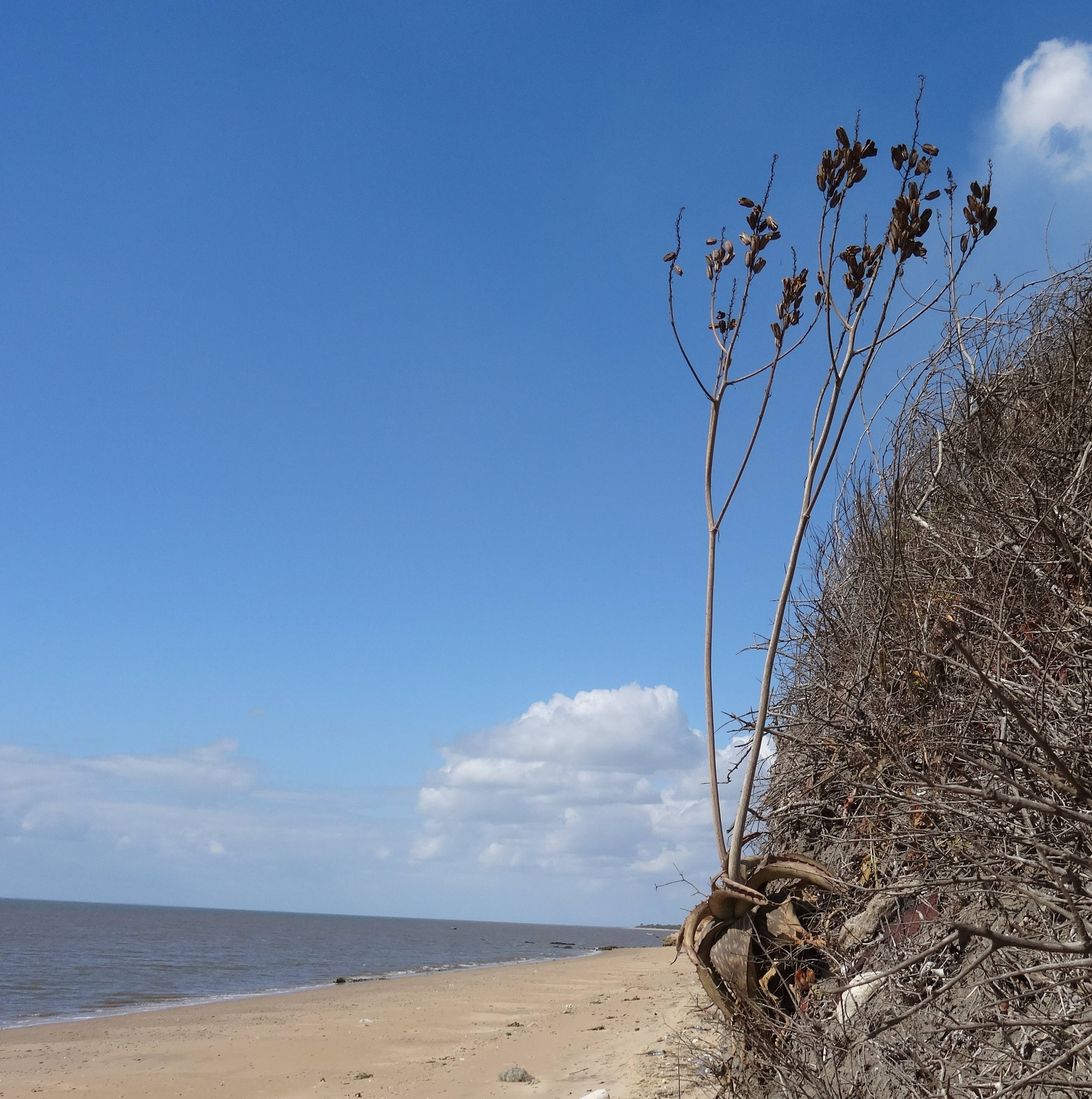
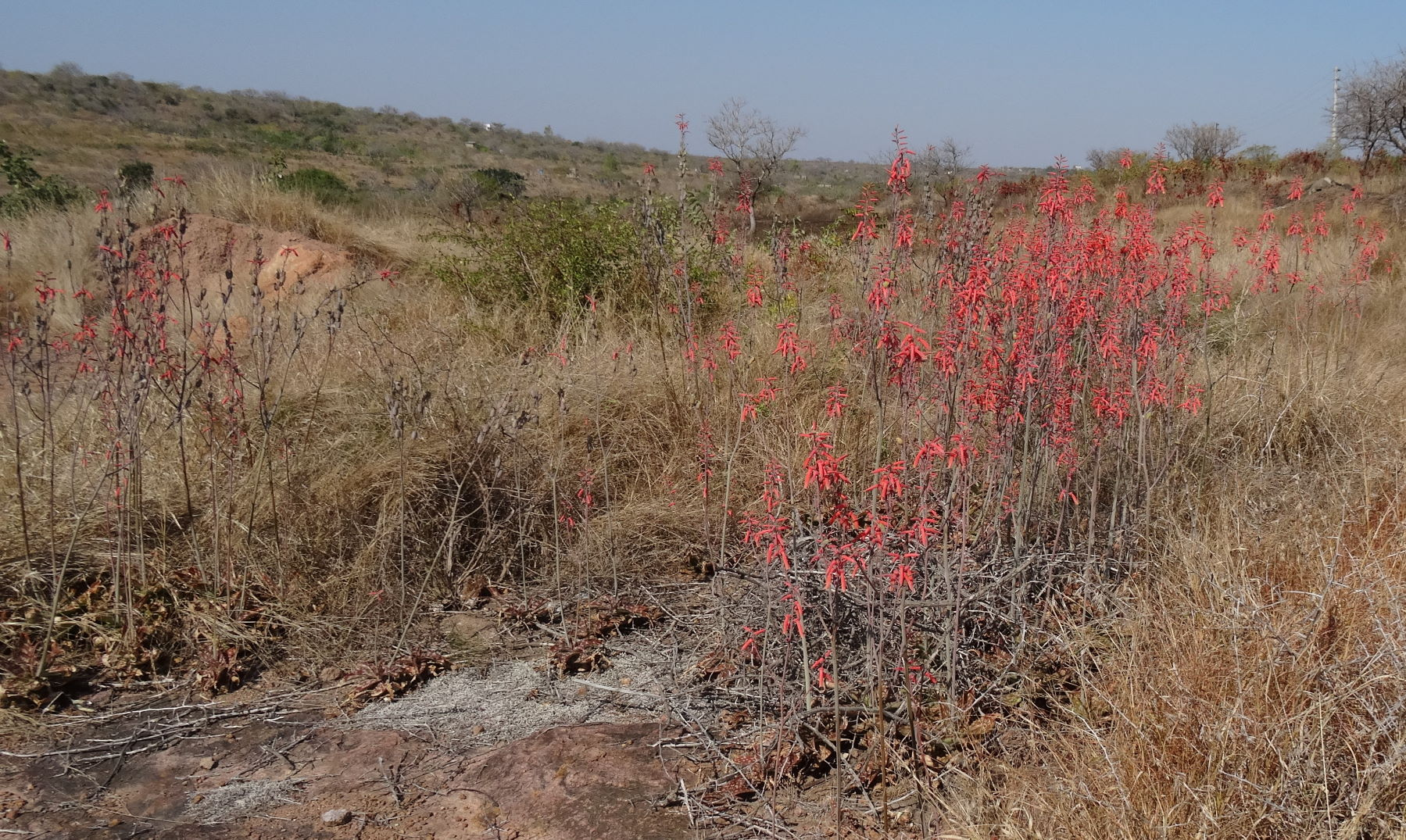
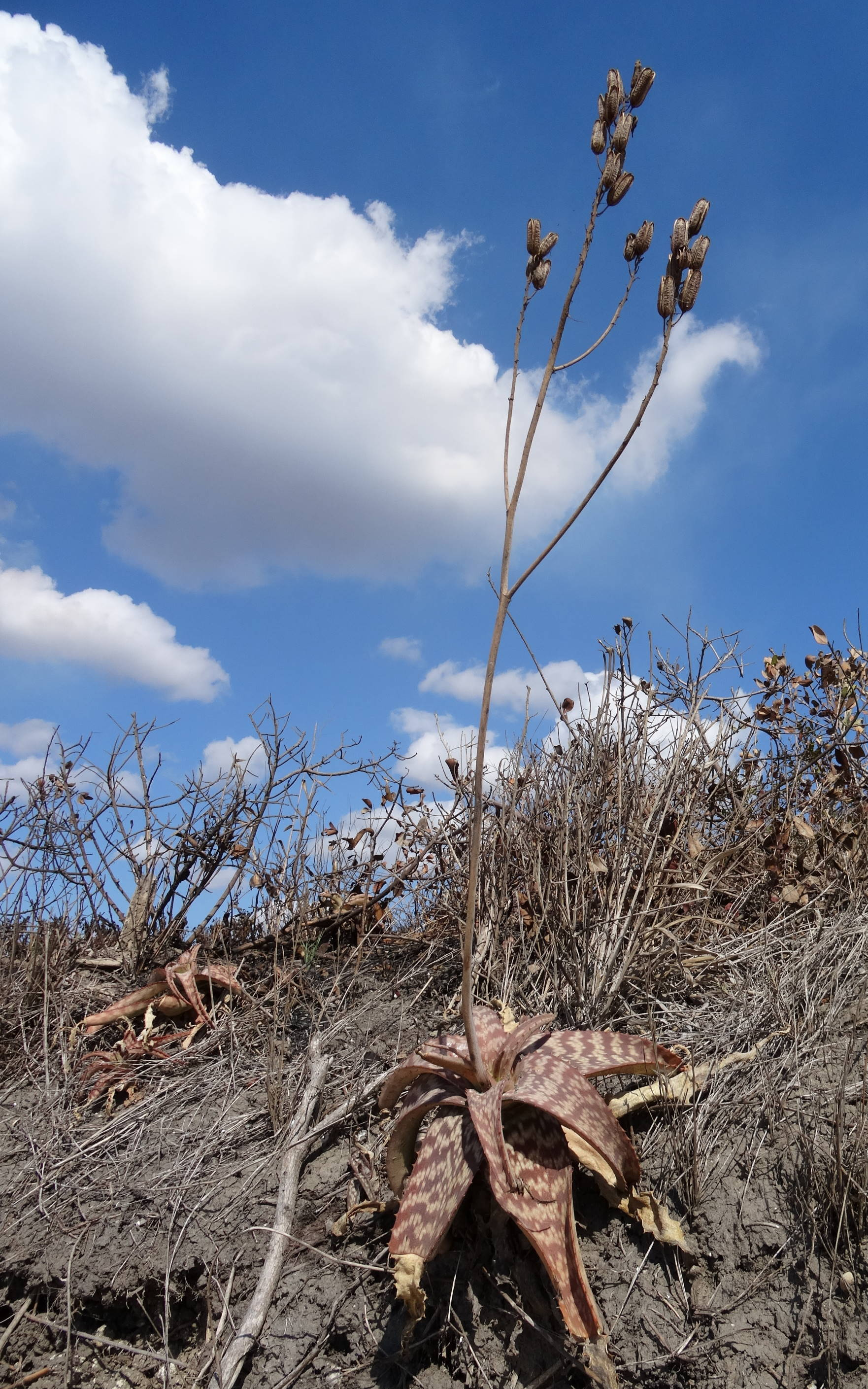